# Axel Oxenstierna (1743–1816)
Axel Oxenstierna af Eka och Lindö, född 19 juni 1743 i Stockholm, död 14 mars 1816 i Stockholm, var en svensk friherre, militär och hovman.

## Biografi
Axel Oxenstierna af Eka och Lindö föddes 1743 i Stockholm. Han var son till landshövdingen Erik Oxenstierna af Eka och Lindö och Anna Magdalena Bonde. Oxenstierna blev 27 februari 1756 student vid Uppsala universitet och 14 augusti 1759 adjutant vid Norra skånska kavalleriregementet. Han blev senare kornett och 1763 kapten i fransk tjänst. Oxenstierna återvände till Sverige 1765 och juli 1766 kammarherre hos kungen. Han tog senare avsked ur krigstjänst och utnämndes 5 maj 1770 till riddare av Svärdsorden. Oxenstierna blev 9 september 1776 överhovjägmästare och chef för Jägeristaten, samt utnämndes 1 september 1782 till kommendör av Nordstjärneorden. Han blev 22 oktober 1792 ledamot av Skogskommissionen och blev 3 maj 1803 tjänstfri från hovet. Oxenstierna utnämndes 1 mars 1803 till En av rikets herrar och 29 januari 1813 till riddare av Carl XIII:s orden. Han avled 1816 i Stockholm och begravdes 21 mars samma år i Stockholm. Han kropp nedsattes  i familjegraven i Uppsala domkyrka.

### Egendom
Oxenstierna ägde Harg i Hargs socken och Kristineholm i Lohärads socken.

### Familj
Oxenstierna gifte sig 15 oktober 1801 i Stockholm med konstnären Wendela Gustafva Sparre af Rossvik (1772–1855), dotter till kaptenen Gabriel Sparre af Rossvik och Maria Vendela Ulfsparre af Broxvik. De fick tillsammans sonen hovmarskalken Carl Gabriel Oxenstierna (1802–1873).